# Jeanne Cooper
Wilma Jeanne Cooper (* 25. Oktober 1928 in Taft, Kalifornien; † 8. Mai 2013 in Los Angeles, Kalifornien) war eine US-amerikanische Schauspielerin.

## Leben und Karriere
Die Filmkarriere von Jeanne Cooper begann in den 1950er Jahren, ihre erste bedeutende Rolle hatte sie 1953: Myra in Feuerkopf von Wyoming. Sie spielte in weiteren Western, bevor sie sich ab den 1960er Jahren zur Fernsehseriendarstellerin entwickelte.
Weithin bekannt wurde Cooper dann durch ihre Verkörperung der Katherine Chancellor in der Seifenoper Schatten der Leidenschaft. Zeitweilig spielte sie auch ihre eigene Doppelgängerin Marge Cotrooke. Cooper war nicht in den ersten Folgen der im März 1973 gestarteten Fernsehserie dabei, aber bereits im November des ersten Jahres hatte sie ihr Debüt in der Serie. Sie war damit länger als jeder andere Darsteller bei der Serie. Ihr wurde 2004 der Daytime Emmy Award für ihr Lebenswerk verliehen. Für ihr Werk bekam sie am 20. August 1993 einen Stern auf dem Hollywood Walk of Fame (Kategorie Fernsehen). 2008 gewann sie den Daytime Emmy Award als Outstanding Lead Actress in a Drama Series.
Jeanne Cooper war von 1954 bis 1977 mit dem Fernsehproduzenten Harry Bernsen verheiratet, und sie wurden Eltern von drei Kindern, den Schauspielern Corbin, Collin und Caren Bernsen. Auch nach der Scheidung blieben sie bis zu Harry Bernsens Tod 2008 gut befreundet.
Sie starb im Mai 2013 nach monatelanger Krankheit.

## Filmografie (Auswahl)
- 1953: Feuerkopf von Wyoming (The Redhead from Wyoming)
- 1953: Der Mann vom Alamo (The Man from the Alamo)
- 1956: Alarm an Ölturm 3 (The Houston Story)
- 1957: Abwehr greift ein (5 Steps to Danger)
- 1957: Großalarm bei FBI (Plunder Road)
- 1958–1966: Perry Mason (Fernsehserie, 5 Folgen)
- 1962: Weißer Terror (The Intruder)
- 1962–1963: Bonanza (Fernsehserie, 2 Folgen)
- 1965: Die glorreichen Reiter (The Glory Guys)
- 1967: Der Schnüffler (Tony Rome)
- 1968: Der Frauenmörder von Boston (The Boston Strangler)
- 1970: Zwei dreckige Halunken (There Was a Crooked Man…)
- 1972: Round Up
- 1973–2013: Schatten der Leidenschaft (The Young and the Restless, Fernsehserie, 1005 Folgen)
- 1995: Diagnose: Mord (Fernsehserie, 1 Folge)
- 2005: Carpool Guy
- 2005: Reich und Schön (The Bold and the Beautiful, Fernsehserie, 2 Folgen)
- 2009: Donna On Demand